# Øresundsmotorvejen
Der Øresundsmotorvejen, deutsch etwa Öresundautobahn, ist die Autobahn im Süden der dänischen Hauptstadt Kopenhagen, welche von der Grenze zwischen Dänemark und Schweden über die Öresundverbindung nach Amager führt und die Verbindung zum Amagermotorvejen herstellt. Die Autobahn erschließt auch den Flughafen Kopenhagen-Kastrup.

## Geschichte
Der neun Kilometer lange Abschnitt auf dem dänischen Festland wurde am 27. September 1997 dem Verkehr übergeben. Obwohl die Öresundverbindung damals noch im Bau war, nahm dieser Teil bereits die wichtige Aufgabe als Zubringer nach Amagar und dem Flughafen war. Kopenhagen wurde vom Durchgangsverkehr entlastet, weil der Verkehr aus dem Norden und dem Westen nicht mehr durch die Stadt floss. Mit dem Motorring 3, dem Amagermotorvejen und dem Øresundsmotorvejen entstand eine Ringautobahn um Kopenhagen. Mit der Eröffnung der Öresundverbindung wurden am 1. Juli 2000 auch die restlichen elf Kilometer des Øresundsmotorvejen dem Verkehr übergeben. Im Jahr 2012 wurde die verschlissene Fahrbahndecke durch Flüsterasphalt ersetzt.